# Саламонди
Саламонди (порт. Salamonde)  —  район (фрегезия) в Португалии,  входит в округ Брага. Является составной частью муниципалитета  Виейра-ду-Минью. Находится в составе крупной городской агломерации Большое Минью. По старому административному делению входил в провинцию Минью. Входит в экономико-статистический  субрегион Аве, который входит в Северный регион. Население составляет 484 человека на 2001 год. Занимает площадь 8,39 км².